# اوزی مونتیل
اوزی مونتیل (انگلیسی: José Montiel؛ زادهٔ ۱۹ مارس ۱۹۸۸) یک بازیکن فوتبال اهل پاراگوئه است.
وی همچنین در تیم ملی فوتبال پاراگوئه بازی کرده‌است.